# Gyűrűs-köd
A Gyűrűs-köd (M57, NGC 6720) az egyik leghíresebb planetáris köd a Lant csillagképben. Charles Messier fedezte fel 1779. január 31-én.
Korábban a felfedezést Antoine Darquier de Pellepoix (1718-1802) toulouse-i csillagásznak tulajdonították, aki 1779 februárjában írta le, miközben egy üstökös mozgását figyelte. Charles Messier abban az évben katalogizálta M57 néven. Darquier élesen elhatárolt, halvány, korong alakú jelenségnek írta le, amelyet a Jupiter bolygóhoz hasonlított, ennek nyomán nevezte el az ilyen objektumokat planetáris ködöknek William Herschel.
A 2300 fényévnyi távolságra lévő objektum kb. 20 000 évvel ezelőtt alakult ki a középpontjában található halvány, 14,8m fényes fehér törpe által ledobott gázburokból. Jelenleg 1,3 fényév átmérőjű és 18–19 km/s sebességgel tágul. A köd kialakulását okozó központi csillag létezéséről elsőként 1800-ban, Friedrich von Hahn számolt be, de ezt mások nem tudták megerősíteni, létezése csak akkor bizonyosodott be, amikor 1886. szeptember 1-én Gothard Jenő herényi magán csillagvizsgálójának 26 cm átmérőjű tükrös távcsövén keresztül egy 30 perces expozíciós idejű fényképet készített a ködről, amelyen jól látszott a csillag.

## Megfigyelése
A Lant csillagképben, a β és γ Lyrae csillagok között félúton található.
- Rektaszcenzió: 18h 53m 35.08s
- Deklináció: +33° 01′ 45.0"
- Látszólagos fényesség: 8,8m
- Látszólagos kiterjedés: 2,5' x 2'

## Galéria
- A Gyűrűs-köd a Lant csillagképben
- A Gyűrűs-köd infravörös felvételen
- Egy HaRGB-kép a ködről, amelyen szélei is látszanak
- Egy amatőrcsillagász képe a ködről